# Aschnull
Aschnull ist ein Ort im Oststeirischen Riedelland, unweit von Graz in der Steiermark, und gehört zur Ortschaft Sankt Ulrich am Waasen der Gemeinde Heiligenkreuz am Waasen im Bezirk Leibnitz.

## Geographie
Der Ort befindet sich knapp 20 Kilometer südöstlich von Graz, in den Hügeln, die das Grazer Becken östlich begleiten. Der Ort liegt um die 3 km südwestlich des Gemeindehauptorts, 1½ km südöstlich von St. Ulrich.
Die zerstreuten Häuser Aschnull verteilen sich auf um die 400 m Höhe an der Ostflanke des Kögelbergs (441 m ü. A.) über der Talung des Götzaubachs, der ostwärts zur Stiefing geht.
Der Ort umfasst etwa 15 Gebäude.
| Turningtal | Turningberg                                 | Großfelgitschberg (O Felgitsch) |
| Turning    | Kompassrose, die auf Nachbargemeinden zeigt |                                 |
|            | Götzauegg (O Felgitsch)                     | Götzau (O Felgitsch)            |

## Geschichte
Der Ort gehörte historisch zur Herrschaft Waasen, die im Mittelalter die Grafen von Plain innehatten. Das Schloss liegt unweit westlich unterhalb. Bis zur Gemeindestrukturreform in der Steiermark 2015 gehörte Aschnull zur Gemeinde Sankt Ulrich am Waasen.

## Nachweise
- 61053 – Heiligenkreuz am Waasen. Gemeindedaten der Statistik Austria

1. ↑  Josef Riegler: Der Besitz der Grafen von Plain im Stiefingtal. In: Zeitschrift des Historischen Vereines für Steiermark, Band 82, 1991, S. 34 (ganzer Artikel 33–53; eingeschränkte Vorschau in der Google-Buchsuche)